# Ordep Serra
Ordep José Trindade Serra (Cachoeira, 6 de janeiro de 1943), é um antropólogo, pesquisador, professor universitário brasileiro da Universidade Federal da Bahia.

## Biografia
Nascido em Cacheira, Serra mora em Salvador. Casado com a arquiteta Regina Maria Nunes Martinelli Serra, tem duas filhas e dois netos. É bacharel em Letras e Mestre em Antropologia Social pela UnB e doutor em Antropologia pela USP. Estagiou no Centre Louis Gernet da École des Hautes Études en Sciences Sociales, a convite de Jean-Pierre Vernant, sendo lá orientado por Pierre Vidal-Naquet. Tem pós-doutorado em Literatura e Cultura. Ensinou Língua Grega na UnB, em cursos de graduação e pós-graduação, na qualidade de membro do Centro de Estudos Clássicos, fundado e dirigido por Eudoro de Sousa. Ensinou Língua Portuguesa e Introdução à Filosofia na Faculdade Católica de Ciências Humanas de Taguatinga. Aposentou-se como Professor Associado da Universidade Federal da Bahia, onde ensinou nos Departamentos de  Sociologia e Antropologia da Faculdade de Filosofia e Ciências Humanas. 
Permaneceu atuante no Programa de Pós-Graduação em Antropologia da UFBA (PPGA/UFBA) e em dois grupos de pesquisa da mesma Universidade. Foi um dos fundadores do PPGA/UFBA e seu primeiro coordenador. Foi também professor permanente do Programa de Pós-Graduação em Ciências Sociais PPGCS/UFBA e professor participante (colaborador) do seu Programa de Pós-Graduação em Saúde Coletiva PPGSC/UFBA. Foi Diretor do Instituto do Patrimônio Artístico e Cultural e Presidente da Fundação Cultural do Estado da Bahia. Integrou o Conselho de Cultura do Estado da Bahia e presidiu sua Câmara de Patrimônio. Foi também Pró-Reitor de Extensão da Universidade Federal da Bahia. Tem vinte livros de ensaios publicados, sendo onze de sua autoria exclusiva. Em periódicos científicos e de difusão cultural tem cerca de cinquenta artigos publicados. 
Traduziu e comentou a tragédia sofocleana Édipo Rei, o Hino Homérico a Hermes, o Hino Homérico a Deméter e os Hinos Órficos, de que fez a primeira versão para a língua portuguesa. Traduziu, também, seis importantes livros de ensaios sobre as civilizações clássicas. Realizou pesquisas antropológicas na Área Indígena do Xingu, no Pará, em Minas Gerais, em Brasília e na Bahia. Dedica-se também à atividade literária. As quatro obras de ficção que publicou foram premiadas em concursos nacionais de literatura. Seu último livro de contos inaugurou, na categoria, o Selo Literário João Ubaldo Ribeiro. Tem um livro de poemas de cordel editado pela EDUFBA. Ordep Serra publica regularmente artigos e notícias bibliográficas, assim como desenhos e criações gráficas, em seu site (https://ordepserra.wordpress.com/). Colabora com o site Teatro Nu. Já colaborou com o site Doentes por Futebol. É membro da Sociedade Brasileira para o Progresso da Ciência, da Associação Brasileira de Antropologia e da Sociedade Brasileira de Estudos Clássicos. Presidiu por duas vezes a ANAÍ-BAHIA (Associação Nacional de Ação Indigenista na Bahia). É membro fundador de Koinonia, Presença Ecumênica e Serviços e do Grupo Hermes de Cultura e Promoção Social. Coordena o Movimento Vozes de Salvador e integra o Fórum A Cidade Também É Nossa, que também já coordenou. Participa do movimento internacional Dialogues en Humanité. Participou da organização e da coordenação de dois congressos internacionais sobre Direito de Povos e Comunidades Tradicionais. Recebeu a medalha Eugênio Teixeira Leal de mérito cultural. Tem os títulos honoríficos de Olopitan e Novi Nukundeji conferidos por dois grandes terreiros baianos por cujos direitos tem lutado. É titular da Cadeira 27 da Academia de Letras da Bahia. 

## Livros publicados
- A Devoção do Diabo Velho
- A Mais Antiga Epopéia do Mundo: a Gesta de Gilgamesh
- Águas do Rei
- Dois estudos Afro-brasileiros
- Hino homérico IV - a Hermes
- Hinos Órficos
- O Encantamento de Sua Santidade Cancão de Fogo
- O Mundo das Folhas
- Os Olhos Negros do Brasil
- O Simbolismo da Cultura
- Rumores de Festa: o sagrado e o profano na bahia
- Um tumulto de asas - Apocalipse no Xingu
- Veredas: Antropologia Infernal